# Julij Fajt
Julij Fajt (russisk: Юлий Андреевич Файт) (født 27. marts 1937 i Moskva i Sovjetunionen, død 4. juli 2022) var en sovjetisk filminstruktør.

## Filmografi
- Maltjik i devotjka (Мальчик и девочка, 1966)[1][2]
- Pogranitjnyj pjos Alyj (Пограничный пёс Алый, 1979)